# Judo-Europameisterschaften der Männer 1971
Die Judo-Europameisterschaften 1971 der Männer fanden vom 22. bis zum 23. Mai in Göteborg statt. Es waren die ersten Judo-Europameisterschaften in Schweden.
Das Team des Gastgeberlandes gewann keine Medaille. Jean-Jacques Mounier und Rudolf Hendel konnten ihre Titel aus dem Vorjahr erfolgreich verteidigen.

## Ergebnisse
| Gewichtsklasse                | Gold                 | Silber                | Bronze                           |
| ----------------------------- | -------------------- | --------------------- | -------------------------------- |
| Leichtgewicht (bis 63 kg)     | Jean-Jacques Mounier | Schengeli Pizchelauri | Karl-Heinz Werner Ferenc Szabó   |
| Halbmittelgewicht (bis 70 kg) | Rudolf Hendel        | Antoni Zajkowski      | Waleri Dwoinikow Pierre Guichard |
| Mittelgewicht (bis 80 kg)     | Guy Auffray          | Guram Gogolauri       | Brian Jacks Patrick Clement      |
| Halbschwergewicht (bis 93 kg) | Helmut Howiller      | Wladimir Pokatajew    | Ernst Eugster Peter Snijders     |
| Schwergewicht (über 93 kg)    | Willem Ruska         | Walentin Gutsu        | Giwi Onaschwili Alfred Meier     |
| Offene Klasse                 | Witali Kusnezow      | Santiago Ojeda        | Reinhard Otto Henk Kruys         |

## Medaillenspiegel
| Rang | Land                            | Gold | Silber | Bronze | Gesamt |
| ---- | ------------------------------- | ---- | ------ | ------ | ------ |
| 1    | Frankreich                      | 2    | –      | 2      | 4      |
| 2    | Deutsche Demokratische Republik | 2    | –      | 1      | 3      |
| 3    | Sowjetunion                     | 1    | 4      | 2      | 7      |
| 4    | Niederlande                     | 1    | –      | 3      | 4      |
| 5    | Polen                           | –    | 1      | –      | 1      |
| 5    | Spanien                         | –    | 1      | –      | 1      |
| 7    | BR Deutschland                  | –    | –      | 2      | 2      |
| 8    | Ungarn                          | –    | -      | 1      | 1      |
| 8    | Vereinigtes Königreich          | –    | -      | 1      | 1      |
|      | Total                           | 6    | 6      | 12     | 24     |